# Мутница (приток Волманги)
Мутница — река в России, протекает в Опаринском районе Кировской области. Устье реки находится в 20 км по левому берегу реки Волманги. Длина реки составляет 23 км.
Исток реки в лесу восточнее места, где сходятся Костромская, Вологодская и Кировская область в 48 км юго-западнее посёлка Маромица. Река течёт на северо-восток, затем на юго-восток по ненаселённому лесу. Впадает в боковую старицу Волманги, близ устья нежилая деревня Мутница. Притоки — Роменский Лог и Трубишник (оба — правые).

## Данные водного реестра
По данным государственного водного реестра России относится к Камскому бассейновому округу, водохозяйственный участок реки — Вятка от города Киров до города Котельнич, речной подбассейн реки — Вятка. Речной бассейн реки — Кама.
По данным геоинформационной системы водохозяйственного районирования территории РФ, подготовленной Федеральным агентством водных ресурсов:
- Код водного объекта в государственном водном реестре — 10010300312111100035263
- Код по гидрологической изученности (ГИ) — 111103526
- Код бассейна — 10.01.03.003
- Номер тома по ГИ — 11
- Выпуск по ГИ — 1